# 茶の涙 〜Larmes de the〜
『茶の涙〜Larmes de the〜』（ちゃのなみだ）は、水面かえるによる日本の漫画作品。無料ウェブコミック誌『EDEN&ブレイドコミックアーカイブ』（現『WEBコミック EDEN』）に連載されていた。

## 概要
突然、フランス政府が日本茶の輸入を禁止した。その交渉に同行することとなった農水省新米女性職員は、日本茶を求めてパリを歩き回る青年にひょんなことから出会う。そして2人は日本茶の輸入を再開するべく、フランス漁労相に立ち向かう。

## 登場人物
内藤涙
本作の主人公。フランスと日本の血を引く日本茶の茶師。
大野流華
主人公のライバル。

## 単行本
- 水面かえる 『茶の涙 〜Larmes de the〜』 マッグガーデン〈BLADE COMICS、エデンコミックス[2]〉、全4巻
  1. 2010年7月14日発売 ISBN 978-4-86127-750-4
  2. 2010年11月13日発売 ISBN 978-4-86127-793-1
  3. 2011年6月14日発売 ISBN 978-4-86127-851-8
  4. 2011年8月12日発売 ISBN 978-4-86127-878-5